# Leasburg
Leasburg es un área no incorporada ubicada del condado de Caswell  en el estado estadounidense de Carolina del Norte.

## Comunidades y municipios cercanos
- Yanceyville
- Milton
- Prospect Hill
- Roxboro
- Semora